# 산카를로스 (우루과이)
산카를로스(스페인어: San Carlos)는 우루과이 남부에 위치한 말도나도주의 도시이다. 인구는 24,771명이며 우루과이에서 18번째로 큰 도시이다.

## 같이 보기
- 리오데라플라타 부왕령